# Bidens alba
Bidens alba (a veces llamado romerillo, nombre común de muchas especies de varias familias diferentes) es una especie herbácea de la familia de las asteráceas.

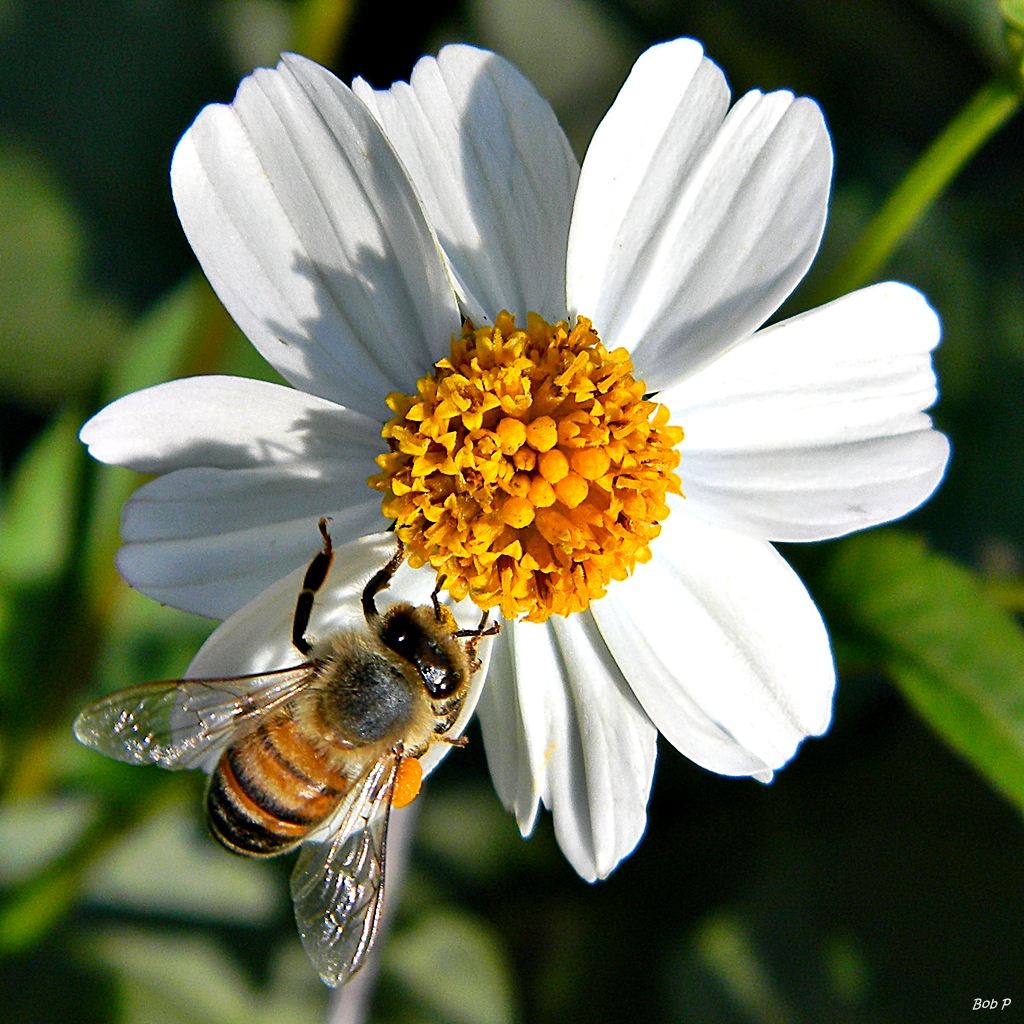
Detalle de la flor

## Distribución
Es originario de América, está distribuida desde los Estados Unidos hasta Perú por México, Guatemala, Honduras, Cuba, Dominica, Jamaica, Puerto Rico, Guayana Francesa, Guyana, Colombia, Venezuela,Paraguay, Brasil y Perú.

## Descripción
Es una maleza anual o cortamente perenne, con tallos erectos y rígidos de 3 a 12 dm, emergiendo de una corona. La plántula inicialmente emite hojas simples, con largos pecíolos, opuestas; y las plantas más viejas, producen  follaje con hojas compuestas con 3-9 folíolod dentados,  ovales, de 25 a 127 mm de largo y 65 mm de ancho, brillantes en haz y pilosas en el envés. Avanzada la estación, las ramas mayores se extienden y se enraízan en los nudos inferiores al tocar la tierra. Flores de 25 mm, creciendo en racimos, luciendo como dalias con cinco rayos blancos y centro amarillo pálido. Semillas de 6 a 13 mm de largo, pareciendo agujas negras achatadas con 2-6 barbas en cada punta. 

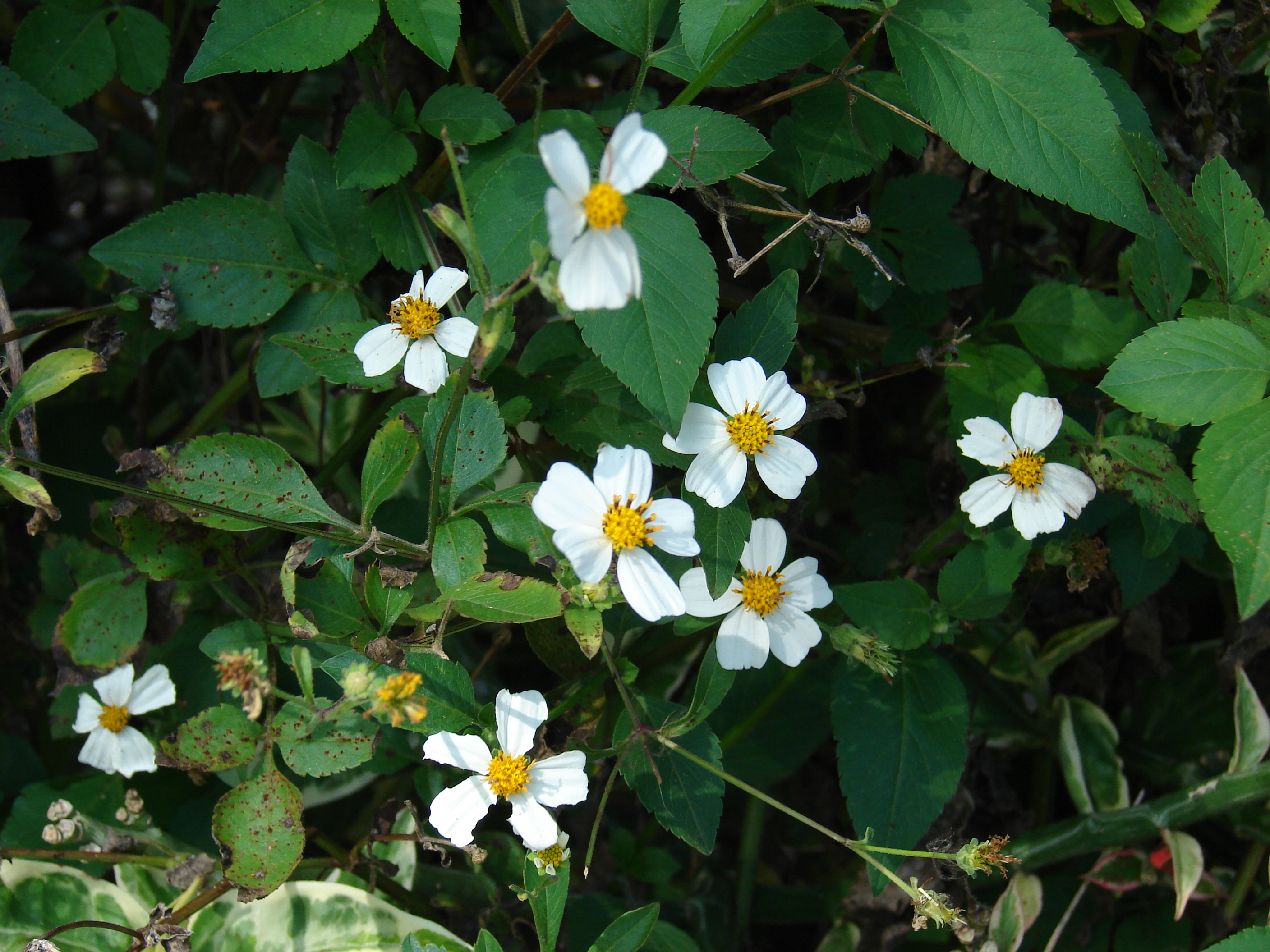
Bidens alba var. radiata.

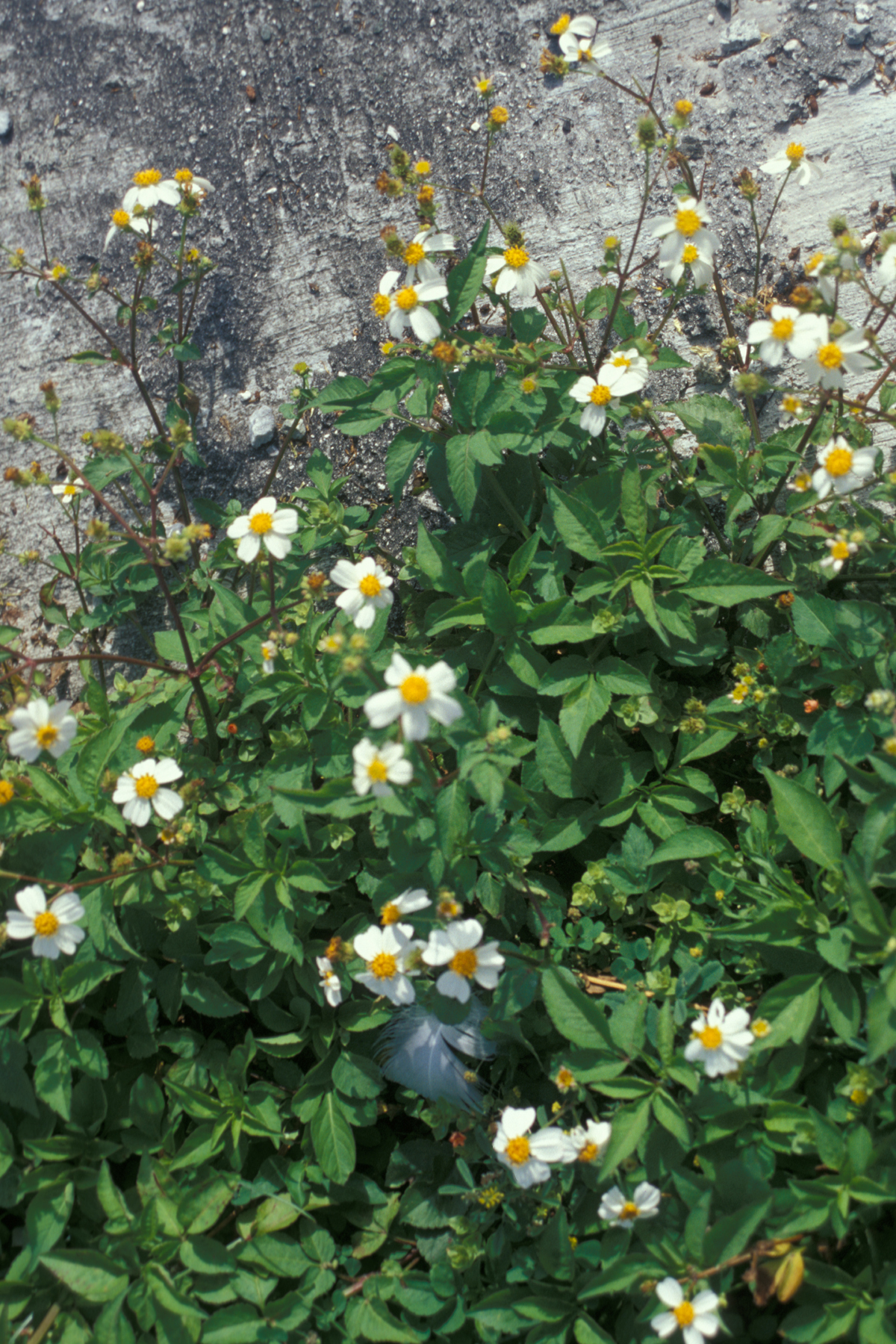
Detalle de la planta

## Taxonomía
Bidens alba fue descrita por (L.) DC. y publicado en Prodromus Systematis Naturalis Regni Vegetabilis 5: 605. 1836.
Etimología
Ver: Bidens
alba: epíteto latino que significa "blanca".
Sinonimia
- Bidens pilosa var. radiata (Sch.Bip.) Sherff
- Coreopsis alba L.[4]

var. radiata (Sch.Bip.) R.E.Ballard
- Acocotli quauhuahuacensis
- Bidens abortiva Schumach. & Thonn.
- Bidens adhaerescens Vell.
- Bidens coronata Fisch. ex Colla
- Bidens hostosiana Moscoso
- Bidens leucantha Meyen & Walp.
- Bidens oxyodonta DC.
- Bidens pilosa var. humilis Walp.
- Bidens pilosa f. radiata Sch.Bip.
- Bidens striata Schott ex Sweet
- Coreopsis coronata L.
- Cosmos pinnatus Jacq. ex Steud.
- Diodonta coronata (L.) Nutt.
- Kerneria leucantha Cass.
- Kerneria pilosa var. radiata (Sch.Bip.) Lowe